# Капеланство НАТО

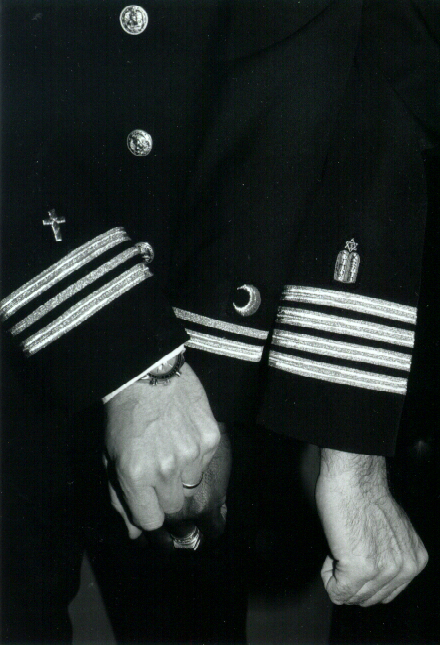
Нарукавні емблеми (зліва на право) християнських капеланів, мусульманських капеланів та юдейських капеланів на формі капеланів ВМС США, 1998 р.

Капеланство НАТО (англ. NATO Chaplains, chaplaincy, chaplainship) — капеланська служба НАТО, Міжнародне воєначальство конференції капеланів (англ. International Military Chiefs of Chaplains Conference), котре виникло від капеланської служби військових священиків (англ. Military chaplain) кожної країни, що має членство в НАТО.

## Історія
Чільне місце займає капеланська служба США в Європейському командуванні Збройних сил США (англ. USEUCOM, United States European Command) з 1990 року. Будь-який начальник капеланів (напр. капелан-генерал) еквівалентний термінові, що використовується багатьма народами, представленими у НАТО. Бо у всіх країнах членів НАТО є капелани за «стандартом НАТО».
Вже на 22-й Міжнародній конференції капеланів НАТО у м. Празі були представники військових духовних служб країн-членів НАТО від держав, що входять до програми «Партнерство заради миру» понад 80 делегатів із 37 країн світу, зокрема й делегація з України. Духовні служби в арміях НАТО представляють не тільки християнську релігію, але й юдаїзм, іслам та буддизм. Головним на міжнародній конференції представників військових капеланів була тема «Військовий капелан як етичний радник». Співорганізаторами цього заходу були міністр оборони Чеської Республіки Олександр Вондра і головнокомандувач об'єднаних збройних союзницьких сил НАТО в Європі (англ. SACEUR) адмірал Джеймс Ставрідіс.

### Вишкіл капеланів НАТО
Вишкіл капеланів (англ. НАТО NATO SCHOOL: Global Leader in Multinational Military Education and Individual Training) відповаідає «стандартам НАТО»: STANAG 2222, STANAG 6001.
Метою цього курсу є виховувати військових капеланів у НАТО та їх партнерів для розв'язання питань, що торкаються здатності виконувати спільне служіння та релігійні консультативні обов'язки під час театру військових дій. Це передбачає вивчення міжнародного права, етики та психологічних методів для підтримки командирів з особовим складом військ у їх місії.
Капелан НАТО повинен знати і вміти:
- ідентифікувати командування НАТО та керівні структури;
- визначати роль капеланів як радників командування;
- застосовувати методи примирення;
- знати методи праці капеланської служби НАТО;
- знати про працю НАТО;
- знати військову структуру, управління і контроль НАТО;
- визначати варіанти реагування у разі кризи;
- розробляти підхід для забезпечення служіння у війську НАТО[3].

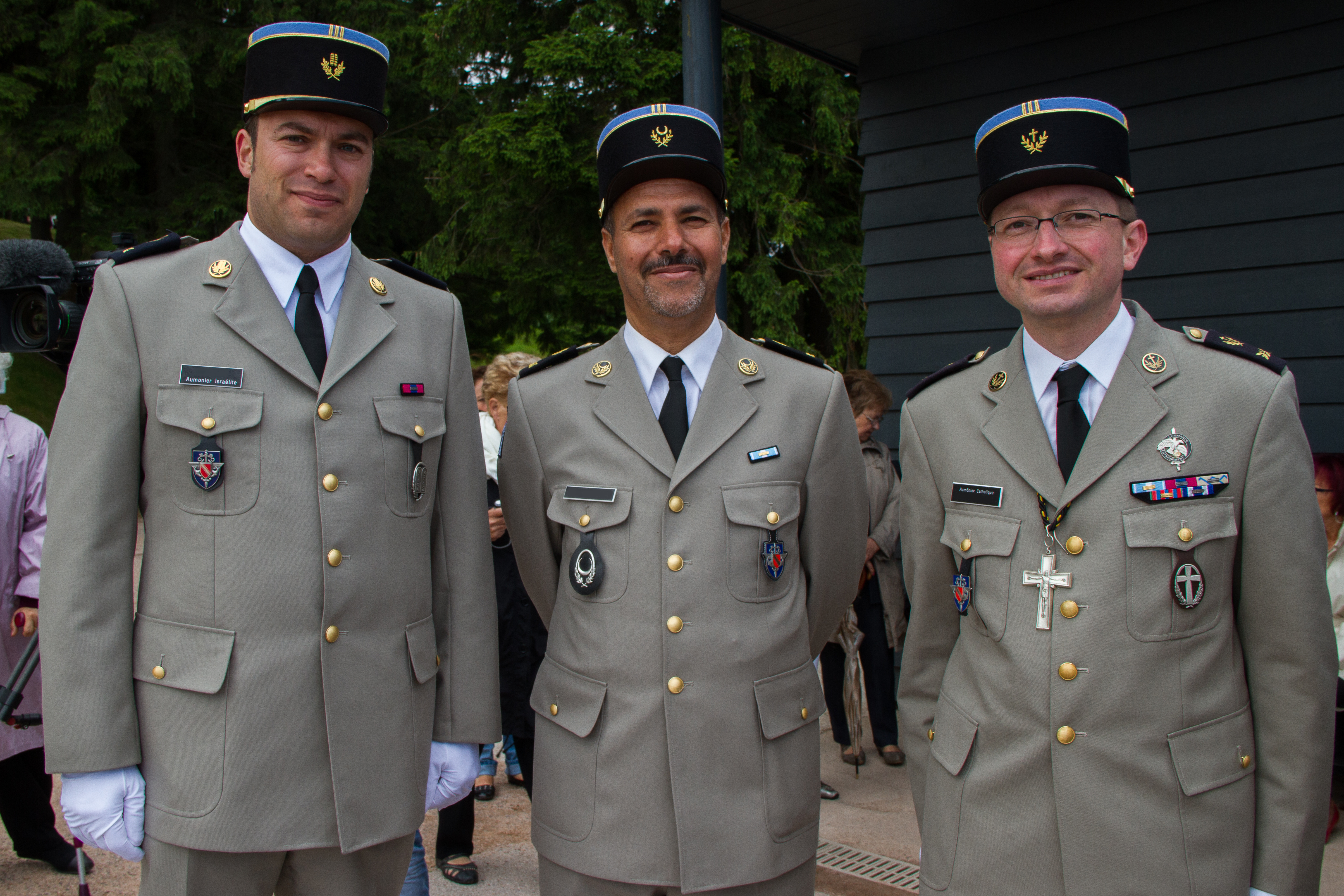
Капелани в одностроях у служінні військовослужбовцям Збройних сил Франції (зліва на право) юдейського, мусульманського, християнського віросповідання, 2013 р. (див. на кокарду кашкету, погони та петлиці)

Щороку відбуваються міжнародні конференції в різних країнах-членах НАТО, куди запрошуються представники капеланських служб різних держав та різних конфесій «Корпус Капеланів» (англ. Chaplans Corps). Там представники капеланських служб різних країн світу діляться своїм досвідом організації капеланства та напрямками праці на сучасному етапі. Програмою конференцій передбачено обмін досвідом, обговорення актуальних проблем відносин Церкви і Збройних Сил, що дає можливість представникам різних конфесій із різних країн набути досвіду співпраці. Організатором є Європейське командування Збройних сил США (англ. USEUCOM, United States European Command).
- Перша така конференція відбулася в 1990 р. у Німеччині (м. Штутгарт);
- друга — у Великій Британії в 1991 р. (обговорювали залучення капеланів країн колишнього «Варшавського договору» з Угорщини, Румунії, Чехії, Словаччини та Польщі);
- третя — в Італії (м. Рим) в 1992 р. (одним із організаторів були Збройні сили Італії) тощо[1].

### Вишкіл українських капеланів застандартами НАТО
Вишкіл українських капеланів за «стандартами НАТО» в Україні почав відбуватися протягом 1999–2003 років, що містили лекції з психології для капеланів (досвід Бундесверу, Королівських військ Британії, США та інших), практичне знайомство з сучасним озброєнням тощо. Пакет закону про капеланство (духовну опіку у війську) був розроблений, але не прийнятий Верховною Радою України в правління Президента В. Кучми. (Згідно з ним, український капелан мав отримати посаду з матеріальним утриманням й одностроєм військовослужбовця України.) Згаданий вишкіл відбувався за сприяння міжнародної організації капеланської служби «англ. Olive Branch» (Оливкова Гілка), Збройних Сил України, Інституту стратегічних досліджень України, прикордонної служби України, міжнародної організації «Червоний Хрест», всеукраїнського міжконфесійного релігійного християнсько-військового Братства та інших. Слухачами були скеровані священики від конфесій УГКЦ, РКЦ, УПЦ КП, УПЦ МП, УАПЦ та інших. Фахівцями були надані відомості про різні моделі капеланства світу, з яких, найімовірніше, для України підходить американська модель поліконфесійності капеланства, оскільки, наприклад, у моноконфесійній Італії та моноконфесійній Польщі понад 90% — це римо-католики, а в поліконфесійній Україні — інша ситуація (див. «Релігія в Україні»). Американська модель поліконфесійності капеланства відповідає поліконфесійній моделі «стандарту НАТО». Узгоджувалися вимоги до кандидатів у капелани України: громадянство України, рекомендація правлячого єпископа релігійної організації, зареєстрованої в Міністерстві Юстиції України, академічний ступінь магістра наук тощо. Інституція капеланства в США передбачає чітке підпорядкування воєначальникові капеланів різних конфесій (у питаннях державних інтересів), а богослужіння відповідних капеланів різних конфесій для військовослужбовців лише з представниками їх конкретної конфесії (в інтересах окремо взятої релігії), що не дає підстав для конфліктів на релігійній основі. До того ж, юдаїзм, християнство та іслам є «авраамічними релігіями».
Протягом 3-7 лютого 2014 року в Парижі (Франція) відбувалася XXV Міжнародна конференція головних військових священиків (капеланів) Збройних сил країн-членів НАТО. Конференція була присвячена аналізу результатів стратегічного розвитку сучасного військового капеланства. У конференції взяли участь і представники капеланства з України, з темою доповіді «Страждання і надія — слово священика (капелана) у вирішенні сучасних проблем».

## Галерея

Погон християнського капелана Бундесверу
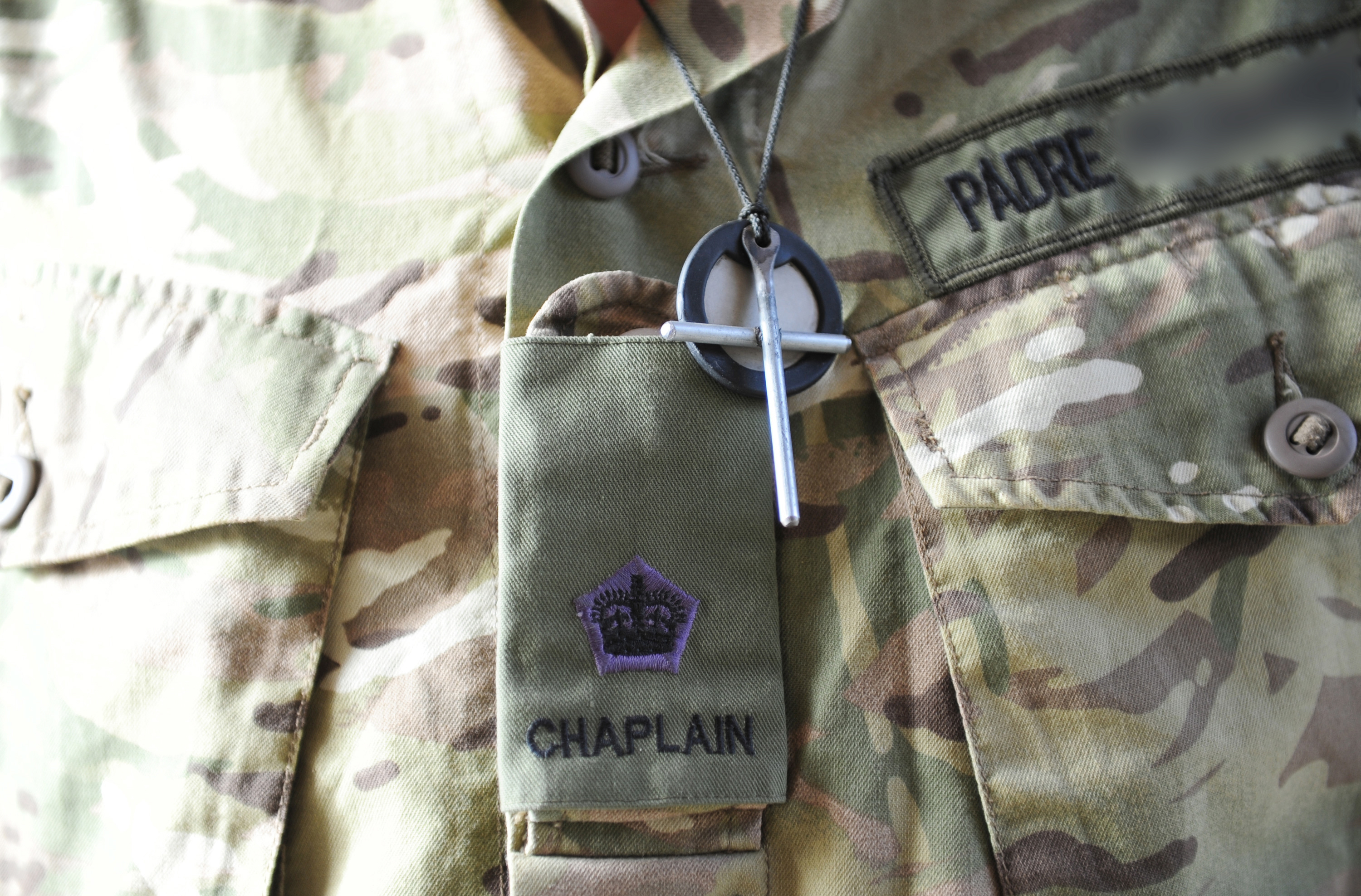
Знак християнського капелана на польовій уніформі Британської армії підрозділу десантників
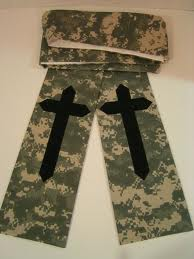
Камуфляжний епітрахіль сучасного капелана
Знак корпусу військово-морських капеланів Збройних Сил США
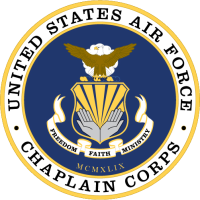
Знак корпусу військово-повітряних капеланів Збройних Сил США
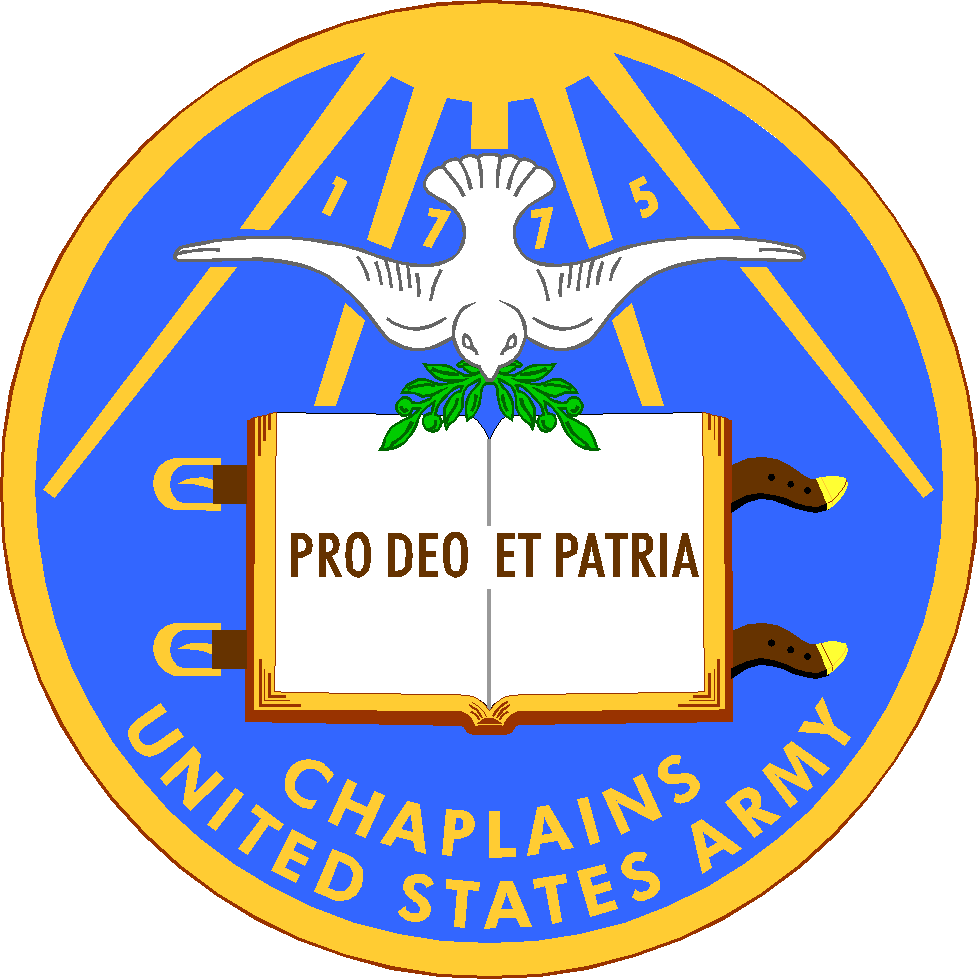
Знак корпусу капеланів армії США
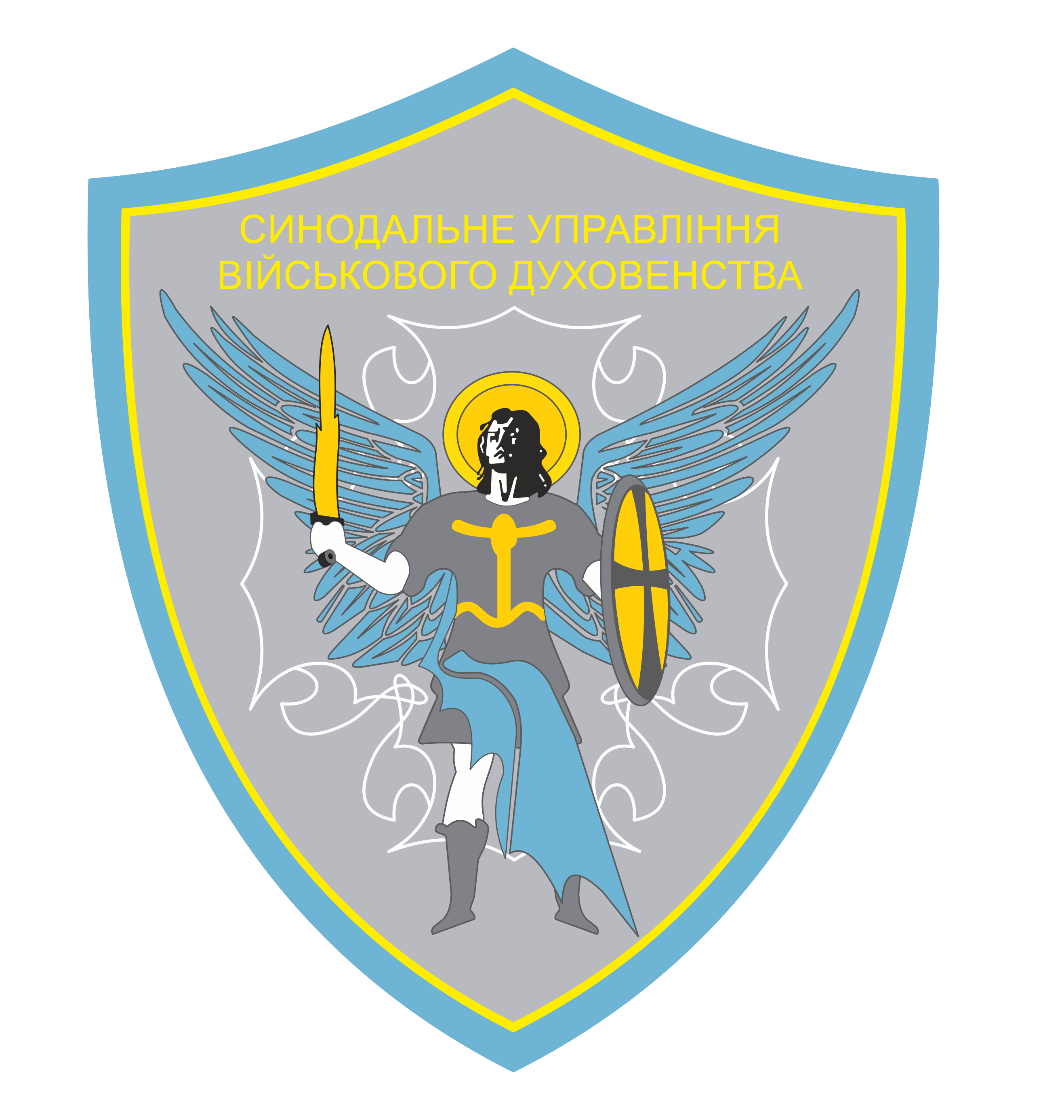
Знак капеланів СУВД ПЦУ
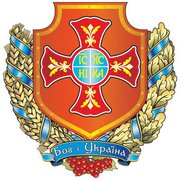
Знак Департаменту капеланів України УГКЦ
Знак міжнародної організації капеланів «Olive Branch»
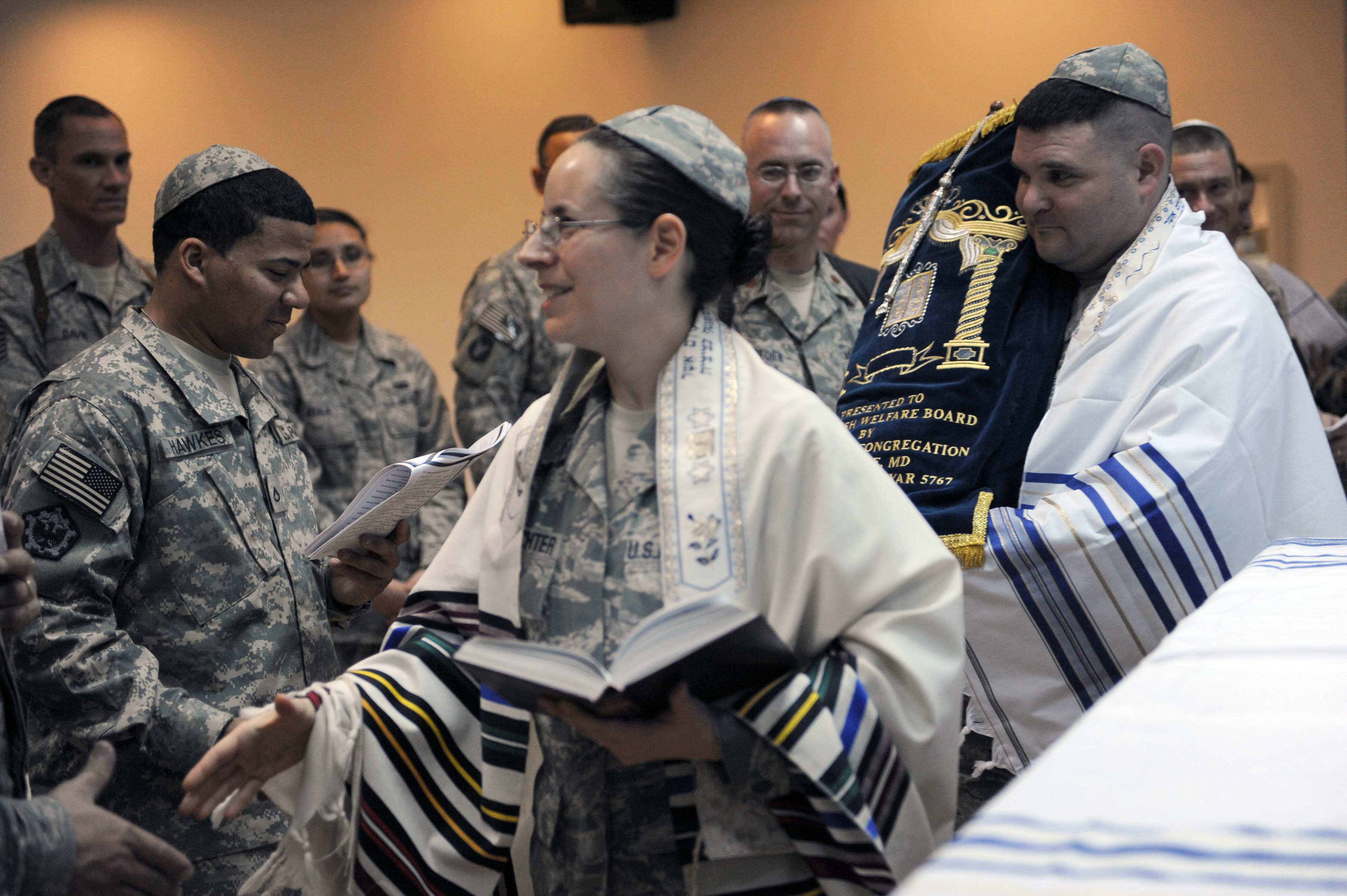
Юдейський капелан в армії США
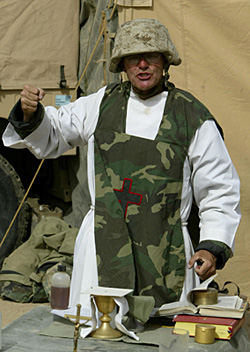
Християнський капелан НАТО в польових умовах
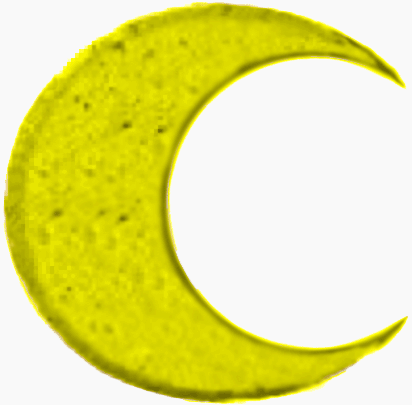
Знак мусульманського капелана військово-морського флоту США
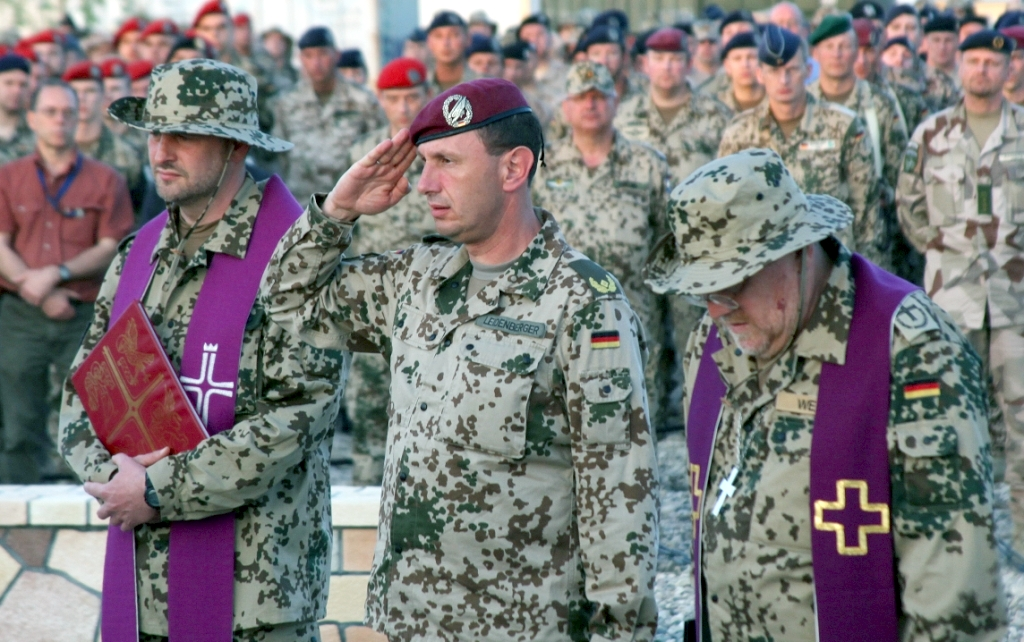
Християнські капелани Бундесверу на богослужінні
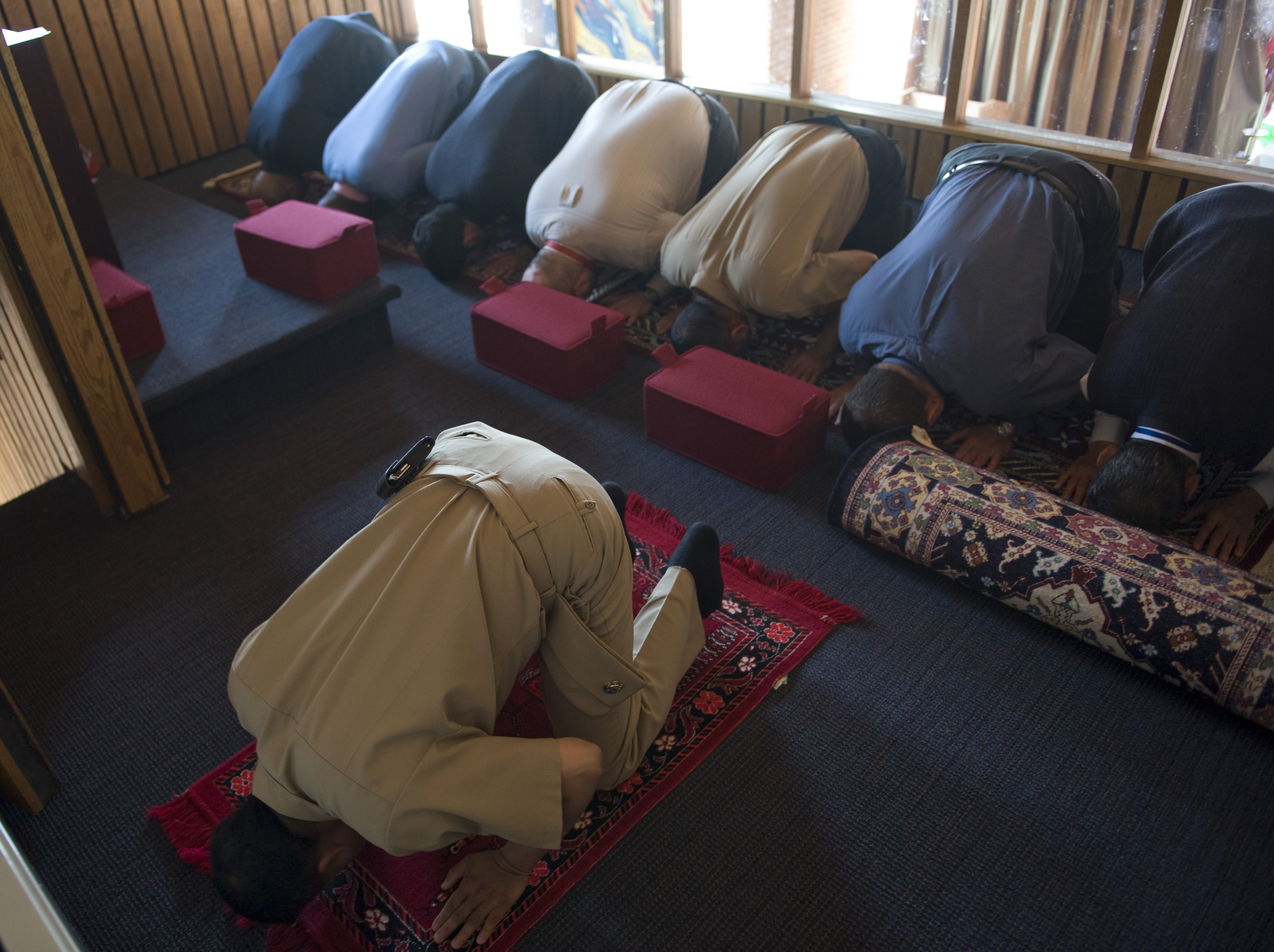
Мусульманський капелан США провадить молитву
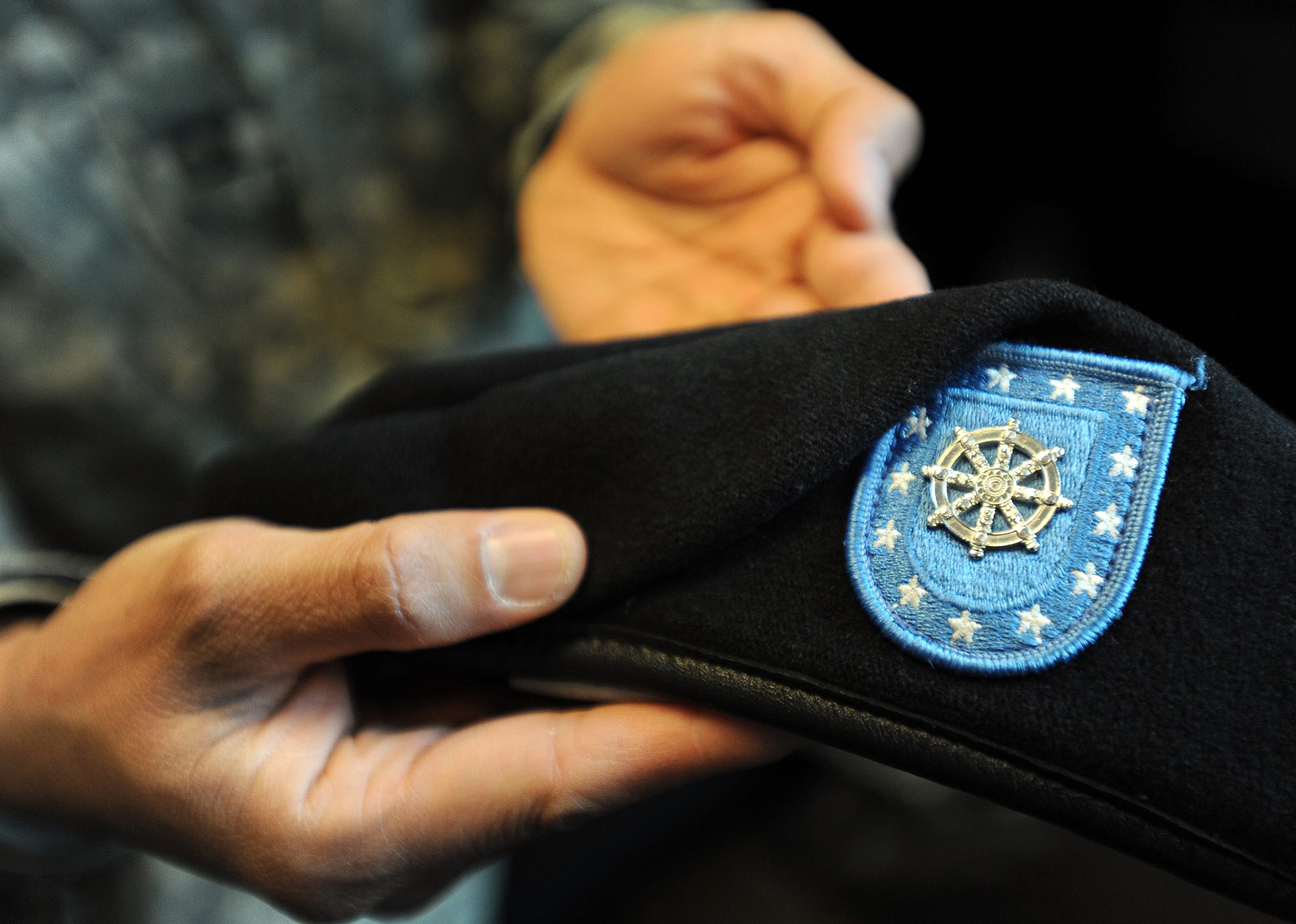
Знак буддійського капелана США на береті
Знак юдейського капелана військово-повітряних сил США
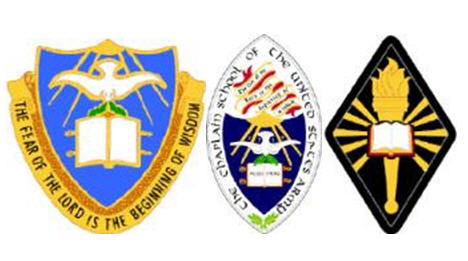
Знаки капеланських шкіл США
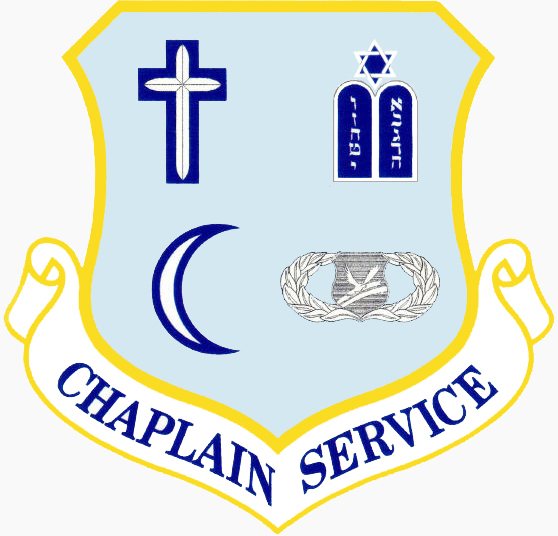
Знак «USAF» спільної капеланської служби християн, мусульман та юдеїв США
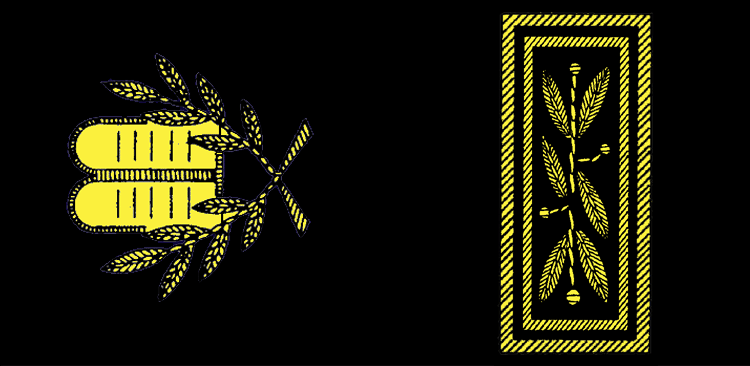
Погон воєначальника юдейських капеланів Збройних сил Франції
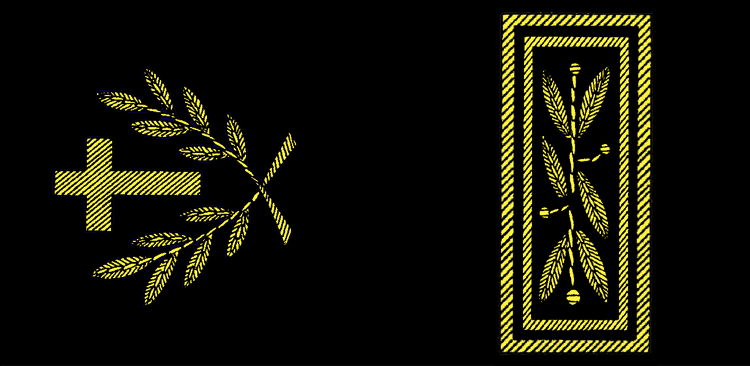
Погон воєначальника християнських капеланів Збройних сил Франції
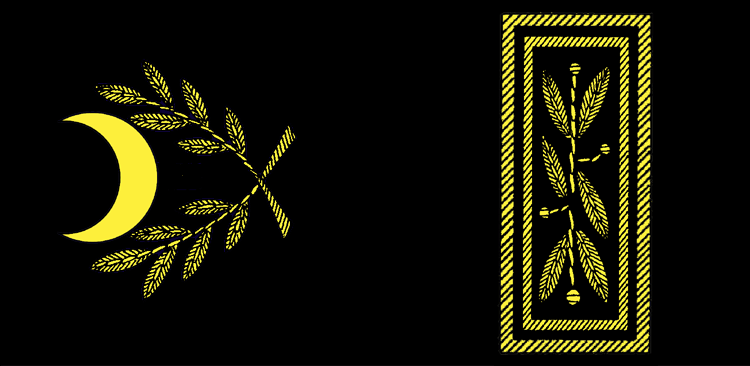
Погон воєначальника мусульманських капеланів Збройних сил Франції